# Filedruk

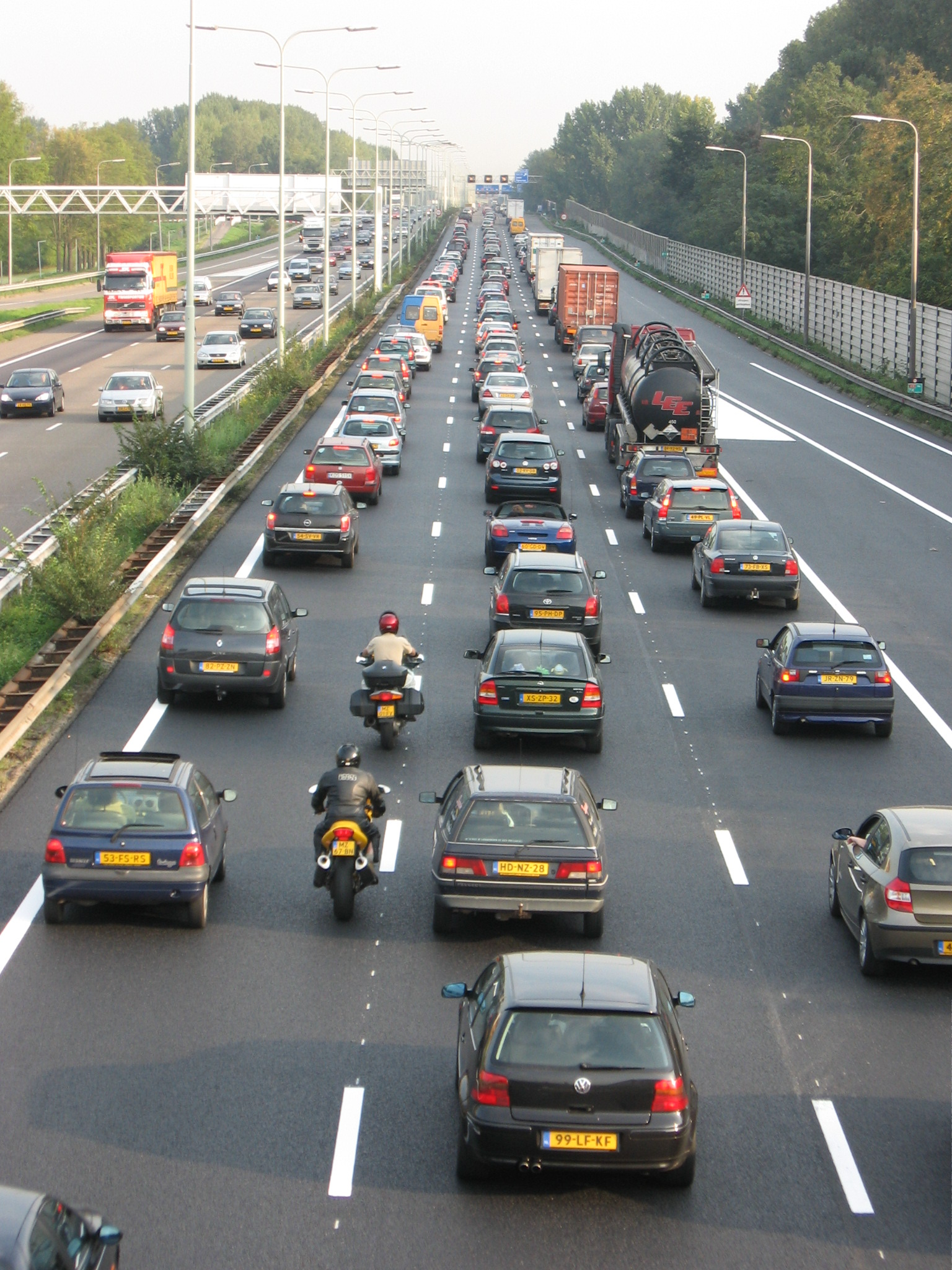
File op de A13

De filedruk of filezwaarte wordt gebruikt als maat van drukte op het autosnelwegennet en uitgedrukt in kilometerminuten (kmmin). Alleen de (som van de) lengtes van files geeft onvoldoende inzicht in hoe druk het is. Een file met een lengte van 2 kilometer lijkt bijvoorbeeld kort, maar het beeld wordt anders als die file er 2 uur staat. De filedruk van een file wordt berekend door de lengte te vermenigvuldigen met de tijdsduur. Eerdergenoemde file staat bijvoorbeeld voor 240 kmmin. Een file die eerst 5 minuten een lengte heeft van 3 kilometer en daarna nog 3 minuten 2 kilometer lang is, levert een filedruk van 5 × 3 + 3 × 2 = 21 kmmin.
Hoewel het cijfer al eerder werd gebruikt, is de term filedruk in 2000 ingevoerd door de VerkeersInformatieDienst.

## Nadeel
Deze indicator houdt geen rekening met de gemiddelde snelheid in een file. Ter illustratie: door de aanleg van extra rijstroken kan de filedruk aanzienlijk afnemen (files worden korter verdeeld over meer stroken), maar als de bottleneck die de file veroorzaakt niet is aangepakt zal de aanleg geen collectieve reistijdwinst opleveren. Een afname van de filedruk hoeft dus niet automatisch een betere situatie voor de weggebruikers te betekenen.